# コルト AA2000
コルト AA（オールアメリカン）2000（英: Colt All American 2000）は、アメリカのコルト・ファイヤーアームズ社が開発したオートマチック・ピストルである。

## 概要

### 開発経緯
1980年代後半の当時、アメリカ国内の警察署で採用する拳銃が、この頃のコルト社が生産する警察用拳銃の中心だったダブルアクションリボルバーからオートマチック・ピストルへと移行していった事を切っ掛けに、同社の警察市場における拳銃の出資を取り戻す次世代の拳銃として開発が行われた。本銃はユージン・ストーナーとC.リード・ナイトによって設計が行われ、1990年のSHOTショーにて初公開された。
ストーナーとリード・ナイトの数年に渡る合弁事業の末、デザインが完成したが、コルト社へ引き渡されると、二人は同社による最終的なデザインに殆ど意見を示さなかったという。リード・ナイトは当初、トリガープルを6ポンドにする様求めていたが、コルト社によって12ポンドへと増やし、銃身長とグリップフレームの長さが延長された。
しかしながら、革新的で名門の銃器メーカーであるコルト社から発売されたにもかかわらず、低い信頼性に関する報告が後を絶たず、1993年にはリコールをしなければならない事態となった程に評価は低く、大規模な販売は失敗に終わった。そして、僅か2年後の1994年には生産を終了した。コルト社のロン・ウィテカー社長は、「経済的な生産であるためには販売量が十分ではなかった」と述べている。
コルトの歴史家であるリック・サップは本銃を、「会社の歴史の中で、最も恥ずべき失敗の一つ」とまで評しており、銃器インストラクターのマサド・アヨブは、「悲しく哀れな正確性」と、特に非合理的なデザインに批判的だったという。

## 特徴
フレームはコルト社のピストルでは初のポリマー製で、フロント、リアサイトは固定式3点ドットサイトとなっている。作動機構は、20世紀初頭の古典的な拳銃の一つであるステアーM1912を参考にしたダブルアクションオンリーのロータリーバレル式ショートリコイルを採用しており、バレルラグがカムブロックに回転して停止するまでスチール製のバレルとスライドが後方に移動し、次にバレルラグが所定位置まで合わさると、スライドが後退移動を継続できるようになり、排莢が行われる機構となっている。分解の際に主要部品は7つに分離できるうえ、大半のポリマーフレームのピストルとは異なり、グリップパネルが取り外し可能となっている。
木製グリップを備えたアルミフレームのモデルも生産されており、ポリマーフレームモデルと共に生産期間が短かったため、コレクターの間では人気がある。